# Dr.阿修羅
《Dr.阿修羅》是越野涼創作的日本醫療漫畫作品，連載於日本文藝社『週刊漫畫Goraku』2015年4月10日號至2016年7月1日號。

## 出版書籍
| 卷數 | 日本文藝社    | 日本文藝社             |
| 卷數 | 發售日期      | ISBN                   |
| ---- | ------------- | ---------------------- |
| 1    | 2015年7月18日 | ISBN 978-4-537-13314-1 |
| 2    | 2016年1月29日 | ISBN 978-4-537-13397-4 |
| 3    | 2016年8月29日 | ISBN 978-4-537-13477-3 |

### 新裝版
| 卷數 | 日本文藝社    | 日本文藝社             |
| 卷數 | 發售日期      | ISBN                   |
| ---- | ------------- | ---------------------- |
| 上卷 | 2025年4月11日 | ISBN 978-4-53-717216-4 |
| 下卷 | 2025年4月11日 | ISBN 978-4-53-717217-1 |

## 電視劇
改編電視劇於2025年4月16日至6月25日於富士電視台的「水十」時段播出，由松本若菜主演
臺灣由KKTV、Hami Video於2025年4月17日起跟播，香港由Viu於2025年4月17日起獨家播出。

### 登場人物
中數字為年齡。

#### 主要人物
- 杏野朱羅〈39〉：松本若菜

帝釋綜合醫院急診科急診醫生。

#### 帝釋綜合醫院

##### 急診科
- 藥師寺保〈26〉：佐野晶哉[5]

實習醫生。老家經營皮膚科診所。
- 大黑修二〈50〉：田邊誠一[6]

科長。朱羅的直屬上司。
- 九曜沙苗〈31〉：結城萌[7]

護士。
- 水吉步夢〈26〉：荒井玲良[7]

護士。與藥師寺是大學同學。
- 三宝加代子〈54〉：阿南敦子[7]

護士長。

##### 其他
- 不動勝治〈61〉：佐野史郎[6]

院長。
- 金剛又吉〈52〉：鈴木浩介[6]

外科科長。
- 阿含百合〈65〉：片平渚[6]

醫療法人帝釋會的理事長。目前正為了「創立國際帝釋醫院」奔走中。
- 多聞真〈51〉：渡部篤郎[6]

朱羅曾經的上司、前急診科科長。4年前前往海外後，現在以副院長的身份回到醫院。

#### 周邊人物
- 六道直美（六道ナオミ）〈44〉：小雪[6]

美國回來的整型外科醫生。注重勞逸平衡。
- 梵天太郎〈51〉：荒川良良[6]

東王大學醫院心臓血管外科醫生。
- 吉祥寺拓巳〈32〉：豬塚健太[7]

緊急救護技術員。

### 製作團隊
- 原作：越野涼『Dr.阿修羅』（日本文藝社）
- 劇本：市東さやか（日语：市東さやか）
- 配樂：池田善哉、橫關公太
- 主題曲：imase（日本環球音樂 / Virgin Music）[8]
- 導演：松山博昭（日语：松山博昭）、柳澤凌介、本田隆一（日语：本田隆一）、片山雄一
- 製作人：狩野雄太
- 制作：岡田健人、石塚清和
- 制作協力：FINE ENTERTAINMENT（日语：ファインエンターテイメント）
- 制作著作：富士電視台

### 播出日程
- 第1話加長15分鐘（22:00 - 23:09）。

| 集數                                                       | 播出日期 | 日文標題 | 中文標題（Viu） | 導演     | 收視率 |
| ---------------------------------------------------------- | -------- | -------- | --------------- | -------- | ------ |
| 第1話                                                      | 4月16日  |          | 阿修羅醫生      | 松山博昭 | 5.9%   |
| 第2話                                                      | 4月23日  |          | 矛盾升級        | 松山博昭 | 5.2%   |
| 第3話                                                      | 4月30日  |          | 最強神之手      | 柳澤凌介 |        |
| 第4話                                                      | 5月07日  |          | 捐款            | 本田隆一 |        |
| 第5話                                                      | 5月14日  |          | 天才醫生        | 松山博昭 |        |
| 第6話                                                      | 5月21日  |          | 醫療事故        | 片山雄一 |        |
| 第7話                                                      | 5月28日  |          | 拒絕治療        | 本田隆一 |        |
| 第8話                                                      | 6月04日  |          | 身份不明的傷者  | 松山博昭 |        |
| 第9話                                                      | 6月11日  |          | 禮物            | 片山雄一 |        |
| 第10話                                                     | 6月18日  |          | 爭執            | 本田隆一 |        |
| 最終話                                                     | 6月25日  |          | 危機            | 松山博昭 | 5.5%   |
| （收視率由Video Research調查關東地區、家戶的即時統計資料） |          |          |                 |          |        |

## 拍攝地點
- 拓殖大學  文京校區A棟（主樓）
- 舊石川製絲廠西洋館 (或稱為舊石川製絲廠西式建築本館（舊石川製絲廠迎賓館）)[9]。

## 外部連結
- 電視劇官方網站－富士電視台 （日語）
  - 電視劇的X（前Twitter）（日語）
  - 電視劇的Instagram帳戶（日語）
  - 電視劇的TikTok（日語）

| 日本 富士電視台 週三晚間十點連續劇  | 日本 富士電視台 週三晚間十點連續劇   | 日本 富士電視台 週三晚間十點連續劇 |
| ----------------------------------- | ------------------------------------ | ---------------------------------- |
|                                     | Dr.阿修羅 （2025年4月16日－6月25日） |                                    |
| 問題物件 （2025年1月15日－3月26日） | 最後的鑑定人 （2025年7月9日－）      |                                    |